# مسجد الأم (أمريكا)
يعد المسجد الأم لأمريكا، الذي كان يعرف سابقًا باسم The Rose of Fraternity Lodge والمعروف أيضًا باسم معبد المسلم، في سيدار رابيدز، أيوا، الولايات المتحدة، أقدم مسجد تم بناؤه لهذا الغرض في الولايات المتحدة. إن مسجد الصادق في شيكاغو أكبر من عقد من الزمان ولكنه تم تحويله من مبنى قائم لاستخدامه كمسجد. المسجد الأم لأمريكا هو أيضًا أقدم بقليل من مسجد الرشيد في إدمونتون، ألبرتا، كندا. أقدم مسجد بنيت لهذا الغرض تم هدمه في القرن 1970 بالقرب من روس، داكوتا الشمالية. في الآونة الأخيرة تم بناء مسجد أصغر بالقرب من هذا الموقع للاحتفال بتاريخه.